# りんご丸
りんご丸（りんごまる）は、長野県にあるテレビ朝日（ANN）系列の放送局である長野朝日放送（abn）の2006年4月1日から同局で使用しているマスコットキャラクター。豚と長野県特産のりんごの2つを混合したものをモチーフにしている。声は工藤晴香が演じている。キャッチフレーズも「リン5ch（リンゴチャンネル） abn」である。

## 概要
2006年4月1日に長野朝日放送がCIを導入する際（旧略称「ABN」から「abn」への変更、ロゴの変更など）に採用したキャラクターであり、現在はCMやabnのオープニング・エンディングシーンや自社製作番組、朝の時間帯に表示される天気テロップなどabnの随所にこのキャラクターが使われている。キャラクターの作者はパパンがパンダなど、いろいろなキャラクターのCGビデオを手がけるハッピープロジェクト代表取締役、田上キミノリ。当初はデザインを公募する案も社内にあったが、完全オリジナルで費用もそこそこで、訴求力のあるキャラクターを作りたいという意向から、オリジナルデザインとなった。
キャラ製作は2005年4月より動き始め、基本デザインの原型は同年10月に完成。暫定的に『ブタりんご』と命名したが、直接的すぎるため再考となっていた。『りんごブタ』も候補に挙がっていたが、年配者に馴染みにくい名前であることから、牛若丸や石童丸の名で親しみのある『丸』を入れた名称になった。

## プロフィール
1. 名前は　「りんごタウンのりんご丸」
2. 生まれは　「りんごタウン」
3. 性別は　「男」
4. 趣味は　「バンド演奏」（番宣番組の「イチオシ・リン5ch」のオープニングCGより）

## 特徴
1. 体は赤いリンゴで顔はブタ、コロコロと動き回り、やんちゃな感じ[2]。
2. 性格は好奇心旺盛で、やんちゃで、おっちょこちょいである。
3. パグリ・おさるとは友達でよくつるんでいたずらをしてはママりんごに見つかってしまう。
4. 興奮すると顔が赤くなり「にゅにゅにゅにゅ…」と唸り声を上げる。その後空を飛び落下する事もある。
5. 仰向けに倒れてしまうと自力で起き上がれない。

## りんご丸の仲間たち
- パパりんご
  - りんごタウンのバス運転手をしている。性格はやさしい。特徴は太い眉とちょび髭。ネクタイ。
- ママりんご
  - 性格はいつもはやさしいがりんご丸達がいたずらをしている所を見つけると怒るとの事。りんご丸曰く自慢のママ。特徴は縦縞エプロン。
- パグリ
  - りんご丸の友達。北信濃特産の栗と犬のパグを掛け合わせたキャラ。バンドではドラムを叩いている。鼻づまりがひどいらしい。
- おさる
  - りんご丸の友達。「おさる」と書いてあるが、実際は猿に南信濃特産の柿の2つを掛け合わせたキャラ。りんご丸の兄貴分でバンドではベースギターを弾いている。性格は物知りである。
- らいぞう（雷蔵）
  - りんごタウンの奥の森にすむ、長野県の鳥・雷鳥がモチーフのおじさん。元々は環境キャンペーン『地球を守ろう!プロジェクト』のマスコットキャラクター。

## 着ぐるみについて
- 制定された当初着ぐるみが作れないデザインであると見られていたがバルーンロボットスタイルで製作可能であるため存在する。しかし足の部分は再現不能。
- 着ぐるみは2006年7月の5局合同の地デジイベントでお披露目された[2]。
- 以前、自局のローカル番組「ザ・駅前テレビ」の中の「りんご丸温泉」のコーナーにレギュラー出演していた(2012年3月31日にて同コーナーは終了)。バルーンロボットである着ぐるみは水につかると故障するため、入浴シーンはりんご丸のぬいぐるみが入ったタライ桶というスタイルであった。

## イメージ・ソング及びダンスについて
- 2011年9月に、ゆうみ&武四郎の共同作詞・作曲、ゆうみの歌によるイメージソング「りんご丸のうた」がお披露目され、同年12月には子供たちのダンス付のプロモーションビデオ及びダンス練習用ビデオが発表され（いずれもダンス指導は塚田まゆり）、現在それらは、abnホームページ内の「りんごタウンのりんご丸」（下記の外部リンクを参照）と、YouTubeの「abn長野朝日放送公式チャンネル」にて閲覧することができる。
- また、オープニング前のBGMでもこの曲が流されている。

## 他局（在長局）のキャラクター
- 信越放送：ろくちゃん
- 長野放送：ベスト犬 ハチポ
- テレビ信州：マイチャン。